# 吉田朱里
吉田 朱里（よしだ あかり、1996年〈平成8年〉8月16日 - ）は、日本のタレント、ファッションモデル、コメンテーター、コスメプロデューサー、コスメレビュアー、YouTuber、元アイドル。女性アイドルグループNMB48の元メンバー（1期生）。派生ユニット「Queentet」のメンバー。『Ray』の専属モデルである。
大阪府堺市出身。KYORAKU吉本.ホールディングス、Showtitleを経て吉本興業所属。大阪観光大使。

## 略歴
2010年9月20日、『NMB48オープニングメンバーオーディション』（応募総数7,256名、最終合格者26名）に合格し、同年10月9日、『Visit Zooキャンペーン応援プロジェクト AKB48 東京秋祭り supported by NTTぷらら』においてNMB48第1期研究生26名の1人として初お披露目。
2011年1月1日、NMB48劇場のこけら落しとして、『NMB48 1期生「誰かのために」』公演が開催され、選抜メンバー16名のうちの一人として劇場公演デビュー。同年3月10日、NMB48第1期研究生25名の中から16人のうちの1人としてチームNを結成。
2011年9月4日、本人からの申し出により無期限の活動謹慎となる。2012年1月15日、運営事務局より復帰に関する投票が、1月15日 - 1月21日に実施されることが発表。同年1月24日の劇場公演にて投票結果が発表され、賛成票が過半数を越え復帰が決定し、2月23日に活動を再開。
2013年5月22日発売のAKB48 31stシングル「さよならクロール」のアンダーガールズに選出された後、同年5月から6月にかけて実施された『AKB48 32ndシングル 選抜総選挙』では50位、フューチャーガールズに選出された。
2014年5月から6月にかけて実施された『AKB48 37thシングル 選抜総選挙』では72位、アップカミングガールズに選出された。
2015年5月から6月にかけて実施された『AKB48 41stシングル 選抜総選挙』では64位、フューチャーガールズに選出された。
一時期の吉田は、次世代メンバーの台頭などのためにNMB48の中で立ち位置に悩み、「グループを辞めたい」と思ったこともあったが、Twitterで投稿していたメイク動画が好評であったこともあり、得意な美容ネタを活かし、2016年2月2日、YouTubeに個人の公式チャンネルを開設し、アイドル兼YouTuber宣言をした。同年の『AKB48 45thシングル 選抜総選挙』では77位だったが、12月の第67回NHK紅白歌合戦で実施された「夢の紅白選抜」では6位に躍進した。YouTubeでの女子力動画を通した自力でのポジション確立により、多くの女性ファンを取り込むことに成功した。
2017年より、前年10月18日に発表された「大組閣」によりチームMへ異動。同年3月15日発売のAKB48の47thシングル「シュートサイン」で、AKB48のシングル表題曲における初選抜となった。同年5月から6月にかけて実施された『AKB48 49thシングル 選抜総選挙』では16位で、昨年から大幅ランクアップし選抜入りを果たした。同年7月18日、自身初のフォトブック『NMB48 吉田朱里ビューティーフォトブックIDOL MAKE BIBLE@アカリン』を主婦の友社から発売。
2018年より、女性ファッション誌『Ray』の専属モデルを務める。2019年3月号において初の単独表紙を飾った。またこの頃には派生ユニット『Queentet』（クインテット）を結成。吉田と渋谷凪咲、村瀬紗英、太田夢莉、植村梓の5人でスタートしたが、同年暮れに植村が活動辞退したため、以降は4人で活動を継続している。
2018年5月から6月にかけて実施された『AKB48 53rdシングル 世界選抜総選挙』では14位で、2年連続での選抜入りとなった。
2018年12月、自身にとって３冊目となるビューティーフォトブックの付録である「うるぷるティントリップ」が10代から20代の女子にクチコミとして広まり、商品化を期待するコメントが多く寄せられた。
2019年に日本で開催されるG20大阪サミット（金融世界経済に関する首脳会合）のロゴマーク募集で、審査委員を務める。
2019年3月1日よりチームNへ異動。
2019年4月、アパレルブランド『Amiuu wink』を立ち上げた（2020年12月で終了）。さらに、前述したうるぷるティントリップへの賞賛の声に応える形で、コスメブランド『B IDOL』も立ち上げた。製品の1つであるつやぷるリップの累計販売個数は1年で150万個を突破し、@cosmeベストコスメアワード2019下半期リップ新人賞を受賞するなど、高い人気を誇っている。
2020年8月16日、24歳の誕生日に自身のYouTubeチャンネルの生配信でNMB48からの卒業を発表した。10月24日、大阪城ホールで卒業コンサート「さよならピンクさよならアイドル」を開催。この中で、アイドル人生10年間をつづった書籍を発売予定で、目下執筆中であることを発表した。
2020年11月18日に卒業シングルとなるNMB48の24枚目シングル「恋なんかNo thank you!」が発売。自身初の表題曲センターを務めた。
2020年11月30日の卒業公演をもってNMB48を卒業予定であったが、体調不良により延期となった。吉田は新型コロナのPCR検査は陰性であったが、同期の白間美瑠が新型コロナに感染したことが同日発表された。その後同年12月21日、NMB48劇場で卒業公演が開催され、これをもって吉田はNMB48メンバーとしての活動を終えた。
2021年1月16日、オフィシャルファンクラブ「アカリンルームシェア」開設。
2022年5月30日、大阪観光大使に就任。
2023年8月16日、自身の誕生日にShowtitleから吉本興業に移籍することを発表。
2024年1月29日に、ファースト写真集『#peach』（ピーチ）と『#rouge』（ルージュ）を2冊同時に発売。2月17日には発売記念イベントが開催された。
2024年4月6日、結婚したことを報告し、仕事は継続する予定であることをファンに報告した。
2025年5月3日、YouTube登録者数が100万人達成した。
2025年7月14日、ABCテレビ「なるみ・岡村の過ぎるTV」で堺市出身であることを公表した。

## 人物
愛称は、アカリンであるが、SKE48の須田亜香里との愛称が一緒なので吉田のほうはカタカナで表記されることが多い。「朱里」という名前の由来は、字数が良かったからであり、当初「あやの」とどちらにするか迷ったが、最終的に「あかり」になった。極めて女子力が高いということから、山本彩から「女子力のバケモノ」と呼ばれていた。キャッチフレーズは、「あかりをつけましょ、みんなのハートにイェイ!!イェイ!! みーんなのハートにあ・か・りを灯したい、アカリンこと吉田朱里です」。後輩の面倒見もよく、吉田を慕うメンバーも多い。
自身の長所は、ポジティブなところであると自己分析している。趣味は、メンバーとハグすること。好きな食べ物は梅、焼肉、カニカマ、プリン。
動画共有サービス・YouTubeに公式チャンネルを有している。個人でのチャンネル開設は、AKB48グループの現役メンバーでは元SKE48の松村香織に次いで2人目である。内容については、「アカリンの女子力動画」という、自ら撮影と編集を行ったメイクやヘアアレンジを紹介する動画を配信している。吉田によると、元々男性のファンが多いため男性が何度も動画を見てくれているのかと思っていたが、解析データを見てみると、実際は女性ばかりだったという。第67回NHK紅白歌合戦で実施された「夢の紅白選抜」で6位に躍進したことについて、山本彩はYouTubeを通じた独自のファン層の投票があったからではないかと分析している。YouTubeのチャンネル登録者数は2025年5月3日に100万人に到達をした。

### NMB48
憧れの先輩は元AKB48の板野友美と小嶋陽菜。NMB48メンバーでの推しメンは矢倉楓子。
2020年11月21日からは、第7期研究生出演による自身のプロデュース公演がNMB48劇場で行われている。公演名の『Will be idol』（ウィル・ビー・アイドル）は、「（7期生に）アイドルとして成長してほしい」という自身の願いが込められている。なお先述の卒業公演も同名のタイトルで開催されたが、7期研究生全員の出演はなかった。
2021年8月15日に大阪城ホールで行われた『白間美瑠卒業コンサート〜みるるん、さるるん、ありがとう♡〜』で渡辺美優紀と共にサプライズ出演し、1期生として最後の在籍者となった白間と共に「投げキッスで撃ち落せ!」を歌唱した。

## NMB48での参加楽曲

### シングル選抜楽曲
NMB48名義
- 絶滅黒髪少女
  - 青春のラップタイム
  - 待ってました、新学期 - 「紅組」名義
  - 三日月の背中
- ナギイチ
  - 僕がもう少し大胆なら - 「紅組」名義
- ヴァージニティー
  - 妄想ガールフレンド
  - 存在してないもの - 「紅組」名義
- 北川謙二
  - 星空のキャラバン - 「白組」名義
- 僕らのユリイカ
  - 届かなそうで届くもの
- カモネギックス
- 高嶺の林檎
- らしくない
  - 休戦協定 - 「Team N」名義
- Don't look back!
  - 卒業旅行
  - 恋愛ペテン師 - 「Team N」名義
- ドリアン少年
  - 命のへそ - 「Team N」名義
- 「Must be now」に収録
  - 片想いよりも思い出を…
  - 夢に色がない理由 - 「Team N」名義
- 甘噛み姫
  - 儚い物語 - 「Team N」名義
- 僕はいない
  - 空から愛が降って来る - 「Team N」名義
- 僕以外の誰か
  - 途中下車
  - 恋は災難 - 「Team M」名義
- ワロタピーポー
  - 本当の自分の境界線 - 「Team M」名義
  - Which one
- 欲望者
  - Thinking time - ソロ楽曲
  - 四字熟語ガールズ - 「Team M」名義
- 僕だって泣いちゃうよ
  - True Purpose - 「Team M」名義
- 床の間正座娘
  - 甘い妄想 - 「Queentet」名義
  - 焼け木杭 ‐ 「Team N」名義
  - ピンク色の世界
  - 2番目のドア
- 母校へ帰れ!
  - 僕だけの君でいて欲しい  ‐ 「Queentet」名義
  - がっつきガールズ  ‐ 「Team N」名義
- 初恋至上主義
  - ごめん 愛せないんだ - 「Team N」名義
- だってだってだって
  - 涯  - 「Team N」名義
- 恋なんかNo thank you!
  - アイラブ豚まん
  - ダンシングハイ  - 「Team N」名義
  - 一番好きな花 - ソロ楽曲

AKB48名義
- 「ギンガムチェック」に収録
  - あの日の風鈴 - 「ウェイティングガールズ」名義
- 「永遠プレッシャー」に収録
  - HA! - 「NMB48」名義
- 「さよならクロール」に収録
  - バラの果実 - 「アンダーガールズ」名義
- 「恋するフォーチュンクッキー」に収録
  - 推定マーマレード - 「フューチャーガールズ」名義
- 「鈴懸の木の道で「君の微笑みを夢に見る」と言ってしまったら僕たちの関係はどう変わってしまうのか、僕なりに何日か考えた上でのやや気恥ずかしい結論のようなもの」に収録
  - 君と出会って僕は変わった - 「NMB48」名義
- 「前しか向かねえ」に収録
  - 君の嘘を知っていた - 「Beauty Giraffes」名義
- 「心のプラカード」に収録
  - チューインガムの味がなくなるまで - 「アップカミングガールズ」名義
- 「希望的リフレイン」に収録
  - Ambulance - 「ゆり組」名義
- 「Green Flash」に収録
  - パンキッシュ - 「NMB48」名義
- 「ハロウィン・ナイト」に収録
  - 君にウェディングドレスを… - 「フューチャーガールズ」名義
- 「君はメロディー」に収録
  - しがみついた青春 - 「NMB48」名義
- 「LOVE TRIP/しあわせを分けなさい」に収録
  - 2016年のInvitation - 「アップカミングガールズ」名義
- シュートサイン
  - 真夜中の強がり - 「NMB48」名義
- 願いごとの持ち腐れ
  - あの頃の五百円玉
- #好きなんだ
- 11月のアンクレット
- 「ジャーバージャ」に収録
  - 下手を打つ - 「NMB48」名義
- Teacher Teacher
- センチメンタルトレイン
- 「NO WAY MAN」に収録
  - それでも彼女は - 「大人選抜2018」名義
- ジワるDAYS
- サステナブル
- 失恋、ありがとう
  - 愛する人

### アルバム選抜曲
NMB48名義
- 『てっぺんとったんで!』に収録
  - てっぺんとったんで!
  - 12月31日
  - Lily - 「team N」名義
- 『世界の中心は大阪や 〜なんば自治区〜』に収録
  - イビサガール
  - “生徒手帳の写真は気に入っていない”の法則
  - 電車を降りる - 「Team N」名義
- 『難波愛〜今、思うこと〜』に収録
  - まさかシンガポール
  - 難波愛

AKB48名義
- 『ここにいたこと』に収録
  - ここにいたこと -「AKB48+SKE48+SDN48+NMB48」名義
- 『1830m』に収録
  - 青空よ 寂しくないか? - 「AKB48+SKE48+NMB48+HKT48」名義
- 『ここがロドスだ、ここで跳べ!』に収録
  - 僕たちのイデオロギー
- 『僕たちは、あの日の夜明けを知っている』に収録
  - 天国の隠れ家

### その他の参加楽曲
- センチメンタルトレイン 完全版

### 劇場公演ユニット曲
チームN 1st Stage「誰かのために」
- 投げキッスで撃ち落せ!
- 制服が邪魔をする

チームN 2nd Stage「青春ガールズ」
- 禁じられた2人

チームN 3rd Stage「ここにだって天使はいる」
- ジッパー
- 初めての星
- 100年先でも

チームM「アイドルの夜明け」公演
- 愛しきナターシャ
- 口移しのチョコレート

チームN 5th Stage「N pride公演」
- シャワーの後だから

## 作品

### ミュージック・ビデオ
- ジッパー（2017年） - 出演・企画・構成・編集[57]
- キャンディー（2018年）-出演・企画・構成・編集

## 出演

### テレビドラマ
- マジすか学園5（2015年8月25日、日本テレビ）[注 4] - レッド 役[59]
- キャバすか学園（2016年10月30日 - 2017年1月15日、日本テレビ） - レッド 役[60]
- だから私はメイクする（2020年10月8日 - 11月12日、テレビ東京） - 山本織香 役[61]
- 推しが上司になりまして（2023年10月5日 - 12月21日、テレビ東京） - 佐伯智花 役[62]

### バラエティ
- NMB48吉田朱里の「アイドルべっぴんさん計画」（2017年1月29日 - 2月26日、Kawaiian TV） - MC[63]
- よんチャンTV（2021年3月30日 - 、毎日放送） - 火曜日レギュラー[64]
- なるみ・岡村の過ぎるTV（朝日放送テレビ、2025年7月14日）[7]

### 映画
- NMB48 げいにん!THE MOVIE お笑い青春ガールズ!（2013年8月1日、よしもとクリエイティブ・エージェンシー）
- NMB48 げいにん!THE MOVIE リターンズ 卒業!お笑い青春ガールズ!!新たなる旅立ち（2014年7月25日、よしもとクリエイティブ・エージェンシー）

### ラジオ
- NMB48のTEPPENラジオ（2014年4月1日 - 2020年11月14日 、MBSラジオ） - レギュラーパーソナリティー
- Music Bit（2021年5月10日 - 、FM大阪）- 月曜日アシスタント

#### 特別番組
- 吉田朱里のMBSヤングタウン（2022年12月30日、MBSラジオ）[65]
- エルフ・吉田朱里のなあきいて♪（2024年3月31日、ABCラジオ）[66]

### ネット配信
- マジすか学園5（2015年8月25日 - 10月27日、Hulu）[注 4] - レッド 役[59]

### CM・広報
- インターレイズ STLASSH（2018年10月1日 - ） - イメージモデル[67]
- ジェイ・ウォーカー MoccHi SKIN 吸着スキンケアシリーズ（2019年7月1日 - ） - イメージモデル[68]
  - 吸着もちクリーム Web CM「吉田朱里のモチ肌のヒミツ」篇（2020年9月14日 - ）[69]
  - MoccHi SKINシリーズ・吸着シャンプーM/吸着トリートメントM「アカリンのモチ肌＆もち髪」（2021年3月1日 - ）[70][71]
- ピーチ・ジョン PEACH JOHN BEAUTY ミューズ（2022年1月 - ）[72]
- ByteDance Lemon8「ビューティー教室」プロジェクト（2022年7月1日 - ） - アンバサダー[73]
- ヤーマン mysé（ミーゼ） - ブランドアンバサダー[74]
  - 「リフトケアなら！スカルプリフト」篇・「お疲れ気味のみなさーん！ニードルヘッドスパリフト」篇（2022年9月30日 - ）

### ミュージック・ビデオ
- ゆりやん with 山本彩 & 吉田朱里 music by tofubeats「バイトのち出会いときどき恋」（2018年、リクルートホールディングス・タウンワーク）[75]

### イベント
- HAIR OF THE YEAR 3（2019年1月22日、恵比寿ザ・ガーデンホール） - ゲスト[76]

### ファッションショー
- TOKYO GIRLS COLLECTION
  - 2019 SPRING/SUMMER（2019年3月30日、横浜アリーナ）[77]
  - SDGs推進 TGC しずおか 2020 by TOKYO GIRLS COLLECTION（2020年1月11日、ツインメッセ静岡）[78]
  - 2020 SPRING/SUMMER（2020年2月29日、国立代々木競技場第一体育館）[79]
  - 2020 AUTUMN/WINTER ONLINE（2020年9月5日、オンライン配信）[80]
  - 2021 SPRING/SUMMER（2021年2月28日、オンライン配信）[81]
  - 2021 AUTUMN/WINTER（2021年9月4日、さいたまスーパーアリーナ）[82]
  - TGC KITAKYUSHU 2022 by TOKYO GIRLS COLLECTION（2022年11月19日、西日本総合展示場 新館）[83]
  - SDGs推進 TGC しずおか 2023 by TOKYO GIRLS COLLECTION（2023年1月14日、ツインメッセ静岡）[84]
  - oomiya presents TGC WAKAYAMA 2023 by TOKYO GIRLS COLLECTION（2023年2月11日、和歌山ビッグホエール）[85]
  - oomiya presents TGC WAKAYAMA 2024 by TOKYO GIRLS COLLECTION（2024年2月3日、和歌山ビッグホエール）[86]
- KANSAI COLLECTION（京セラドーム大阪）
  - 2016 SPRING&SUMMER（2016年2月28日）[87]
  - 2017 AUTUMN&WINTER（2017年8月30日）[88]
  - 2018 AUTUMN&WINTER（2018年8月29日）[89]
  - 2019 AUTUMN&WINTER（2019年8月27日）[90]
  - 2020 SPRING&SUMMER（2020年3月1日）[91]
  - 2021 SPRING&SUMMER（2021年3月7日）[92]
  - 2022 SPRING&SUMMER（2022年3月5日）[93]
  - 2024 SPRING&SUMMER（2024年3月20日）[94]
  - KANSAI COLLECTION 2024 AUTUMN＆WINTER（2024年8月1日）[95]
- SAPPORO COLLECTION
  - 2021 ONLINE WINTER Editon（2021年11月9日、オンライン配信）[96]
  - 2022 AUTUMN/WINTER（2022年10月29日、北海道立総合体育センター）[97]
  - 2023 SPRING/SUMMER（2023年5月7日、札幌コンベンションセンター）[98]
- ミュゼプラチナム Presents OKINAWA COLLECTION 2024（2024年6月15日、沖縄アリーナ）[99]

## プロデュース

### NMB48劇場公演
- 「Will be idol」公演（2020年11月21日 - 2022年2月5日、NMB48 7期研究生）[100]

### その他
- COSRX（Qoo10公式ショップ） × 吉田朱里 YouTubeコラボ記念ボックス（2022年5月27日）[101]

## 書籍

### フォトブック
- NMB48 吉田朱里ビューティーフォトブック IDOL MAKE BIBLE@アカリン（2017年7月18日、主婦の友社）ISBN 978-4074241484[102]
- NMB48 吉田朱里 ビューティーフォトブック IDOL MAKE BIBLE @ アカリン2（2018年3月2日、主婦の友社）ISBN 978-4074283996
- NMB48 吉田朱里 プロデュース うるぷるティントリップつきIDOL MAKE BIBLE@アカリン（2018年12月3日、主婦の友社）ISBN 978-4074361922
- NMB48 吉田朱里 プロデュース キラキラW涙袋メーカーつき IDOL MAKE BIBLE@アカリン（2018年12月28日、主婦の友社）ISBN 978-4074369966
- NMB48 吉田朱里 プロデュース オールインワンBIGメイクポーチつきIDOL MAKE BIBLE@アカリン（2019年2月2日、主婦の友社）ISBN 978-4074370047
- NMB48 IDOL NMB48吉田朱里プロデュース 前髪キープマスカラ（2020年1月31日、主婦の友社）ISBN 978-4074415144

### 写真集
- ファースト写真集・2冊同時発売（主婦の友社）
  - #peach（2024年1月29日、DONUTS）ISBN 978-4073468103[103]
  - #rouge（2024年1月29日、イマジカインフォス）ISBN 978-4074517541[104]

### エッセイ
- アイドル10年やってわかった”わたしが主人公”として生き抜く方法（2020年12月09日、主婦の友社）ISBN 978-4074457205

### 雑誌連載
- 月刊ENTAME（2013年3月30日 - 、徳間書店）- コラム「なんばガールズコレクション」
- Ray（2018年1月23日 - 、主婦の友社） -専属モデル[5]
- Mac Fan（2018年5月29日 - 、マイナビBOOKS） - 「アカリンのDigital Make Up!」[105]

### Web連載
- VoCE（2020年9月27日 - 、講談社） - 「吉田朱里の恋愛脳メイク」[106]

### 関連書籍
- Ray 特別編集 可愛いコがしているおしゃれヘアカタログ 2017-18 Autumn&Winter（2017年8月22日、主婦の友社） - 「NMB48吉田朱里のもしアカリンが女子大生だったら…」収録 ASIN B07569FY82
- Ray 特別編集 可愛いコがしているおしゃれヘアカタログ 2018-2019 Autumn&Winter（2018年8月30日、主婦の友社） - カバーモデル ASIN B07H3HJ67Y

## 受賞歴
| 年月日        | 賞                               | 結果                                          | 出典    |
| ------------- | -------------------------------- | --------------------------------------------- | ------- |
| 2017年12月7日 | ベストビューティストアワード2017 | クリエーター賞                                | [ 107 ] |
| 2018年1月16日 | HAIR OF THE YEAR 2               | タレント部門 審査員特別賞 （SNSビューティー） | [ 5 ]   |